# یواس‌اس استانتون (دی‌ئی-۲۴۷)
یواس‌اس استانتون (دی‌ئی-۲۴۷) (به انگلیسی: USS Stanton (DE-247)) یک کشتی بود که طول آن ۳۰۶ فوت (۹۳ متر) بود. این کشتی در سال ۱۹۴۳ ساخته شد.